# Flagelloscypha
Flagelloscypha là một chi nấm trong họ Niaceae. Chi này phân bố rộng rãi và có 25 species.